# 土砂災害警戒情報
土砂災害警戒情報（どしゃさいがいけいかいじょうほう）は、大雨警報発表中に土砂災害の危険性が高まった場合に気象台と都道府県が共同で発表する防災情報である。市町村長が避難指示を発令するための判断や自主避難への参考とされる。
2019年5月に運用が開始された防災気象情報に関する警戒レベルでは、上から2番目の警戒レベル4相当（   / 速やかに全員避難）となっている。

## 沿革
- 2000年7月1日 - 土砂災害の危険性が高まった場合において大雨警報の内容を更新して見出し文に「○○市付近では過去数年間で最も土砂災害の危険性が高まっている」という表現で土砂災害の警戒に対する情報を開始した[4]。
- 2002年度に国土交通省河川局砂防部とともに土砂災害警戒情報に関する検討委員会を開く[5]。
  - これに伴い、2002年度より神奈川県、兵庫県、長崎県、鹿児島県、2003年度はこれに加え愛知県、三重県、和歌山県、島根県、熊本県において土砂災害警戒情報の試行を行う。
- 2004年3月18日 - 注意報・警報の様式が変更されたことに伴い過去数年間で最も土砂災害の危険性が高まっている場合には大雨警報及び見出し文に「重要変更!」と明示している。
- 2005年9月1日 - 第1弾として鹿児島県で土砂災害警戒情報の発表を開始。
- 2006年3月31日 - 土砂災害警戒情報の発表を開始した地域では大雨警報の重要変更は発展的に解消される。
- 2008年3月までに全都道府県で発表を開始。
- 2009年12月 - 防災機関等向けに気象業務支援センター経由で土壌雨量指数の分布の情報提供を開始[6]。
- 2010年5月27日 警報と同じくして、情報の発表単位を、従来の都道府県から市町村（東京23区は各特別区）に細分化[7]。
- 2010年6月 - 様式が一部変更。
- 2013年6月27日 - 気象庁ホームページ上で「土砂災害警戒判定メッシュ情報」の提供を開始[8]。
- 2019年5月29日 - 土砂災害警戒情報のほか警報等の情報発表で、相当する警戒レベルの記載を開始[9]。
- 2019年6月28日 - 判定領域を5キロメートル四方から1キロメートル四方に細分化（高解像度化）。2017年に発表を始めた浸水害と洪水の危険度分布に合わせる形で、土砂災害警戒判定メッシュ情報の呼称を「大雨警報（土砂災害）の危険度分布」に変更[10]。
- 2019年7月 - 危険度分布の通知サービス提供事業者を通じ、登録ユーザーの携帯電話などに、エリアの危険度が高まった際メールやスマートフォンアプリで通知を行うサービスの提供を開始[11]。

## 特徴
この情報は気象庁と都道府県それぞれの情報を共有化して共同で発表される。ただし北海道は札幌、小樽、函館、室蘭、旭川、留萌、網走、帯広、釧路のそれぞれの土木現業所と道内の各気象台で共同発表する。沖縄県では沖縄本島地方と宮古島地方と八重山地方に分けて発表される。大東島地方では運用されない。
これまでは気象庁がレーダー解析による雨量から土壌雨量指数を算出し、過去およそ10年間で1位を更新する地点が複数出現した場合において情報が発表されていた。
土砂災害警戒情報は、気象業務法の規定に基づく「大雨警報」が発表されている際の土砂災害のおそれについての観測成果の発表と、土砂災害警戒区域等における土砂災害防止対策の推進に関する法律（土砂災害防止法）の規定に基づく都道府県から市町村への避難指示の判断に資するための土砂災害の発生を警戒すべき旨の情報の通知とを併せたものである。
土砂災害警戒情報の対象とする土砂災害は「土石流又は集中して多発するがけ崩れ」であり、過去の災害履歴から対象となる土砂災害が発生すると見込まれる降雨に対して警戒情報を発表している。土砂災害警戒情報の運用方式は2方式あり、連携案方式では都道府県と気象台は同一の判断基準をもっており、地域を概ね5キロメートル四方の領域毎に区分して、土壌雨量指数と60分間積算雨量の2要素と土砂災害の履歴から危険と判断される基準線（CL：クリティカルライン、スネークライン）を設定している。なお、AndOr方式は県と気象台が各々の基準で判断したものを総合して設定している。
土砂災害警戒情報は、数時間先の降雨予測から土砂災害発生危険基準線に到達することが予測された場合を発表基準にしている。雨がやんだ後も土壌雨量指数が高い数値を示し下落傾向を示さない地域では土砂災害への警戒を続ける必要があり、土砂災害警戒情報の発表が継続されるため大雨警報が解除されないという状態が生じるが、2008年5月28日より大雨注意報・警報の発表基準に土壌雨量指数が導入されることに伴い、両者の発表基準に整合が取られている。2009年12月より気象業務支援センターを経由して民間の気象情報会社などへ配信が開始されて以降、多くの都道府県でも情報提供ページを開設、2013年からは気象庁のページでも提供を開始した。
気象警報同様に、地震などの影響により災害の発生の条件に変化が現れた場合には暫定基準が運用されることがある。

## 情報伝達

### テレビ放送など
放送局により、発表時にニュースで報道されたり、テレビでは画面上の字幕スーパー（テロップ）表示が行われたりする。NHKでは総合テレビの放送のほか、ラジオ第1放送、FM放送でも放送される。FM放送ではラジオ深夜便の放送時以外は気象警報は放送されないが、土砂災害警戒情報については日中であっても時間帯に関係なく、発表された場合は中断して必ずラジオ第1放送と同時に放送される（番組の流れによってはラジオ第1・FMで別々の時間帯に放送する場合がある）。
またデータ放送では、NHKのほか、民放のうち都道府県と放送局で提供体制が整ったところに限り、社によってデザインや情報の種類が異なるが、発表状況や雨量などの情報を表示できるようにしている。

### インターネット
気象庁のホームページでは大雨警報を含めた警戒情報の発表状況や地図で表す危険度分布（土砂キキクル）が閲覧できる。
多くの都道府県は独自に土砂災害情報の提供ホームページを開設しており、都道府県によっては、土砂災害警戒区域ひとつひとつの危険度表示を可能にしているところ、基準となるCLと雨量のスネークラインの両グラフを表示可能にしているところなどもある。

## 発表文
情報は文字形式と図形式の2通りで提供され、気象庁ホームページでも閲覧できる。発表対象は市町村単位となるが、一部市町村では複数の区域に細分されることもある。東京特別区は区単位で発表される。多発的な土砂災害の発生が認められない市町村では発表対象外となる。
2010年6月より定型文となり、強い雨の領域と移動方向の表示が廃止された。

### 様式（文章）
- 警戒対象地域
- 警戒解除地域
- 警戒文（以下定型文）
  - 概況 - 降り続く大雨のため、警戒対象地域では土砂災害の危険度が高まっています。
  - とるべき措置 - 崖の近くなど土砂災害の発生しやすい地区にお住まいの方は、早めの避難に心がけるとともに、市町村から発表される避難指示などの情報に注意してください。
  - 全警戒解除 - 大雨が弱まり、多発的な土砂災害が発生する恐れは少なくなりました。

### 様式（図）
- 警戒対象地域（オレンジ色）
- 警戒解除地域（水色）
- 地震の影響を受けている地域（茶色の横点線）
- 警戒文（文章形式と同じ）

## 情報発表開始時期
2008年3月26日から全都道府県において発表されるようになった。
- 2005年9月1日 鹿児島県
- 2006年4月28日 沖縄県
- 2006年6月1日 島根県
- 2006年9月1日 山形県、大阪府、広島県、長崎県
- 2006年9月11日 宮崎県
- 2007年3月1日 岩手県、福岡県、大分県
- 2007年3月31日 山梨県
- 2007年4月1日 和歌山県、岡山県
- 2007年6月1日 長野県、滋賀県、 群馬県、高知県、山口県、愛媛県、青森県、福島県、茨城県、京都府、徳島県、香川県
- 2007年6月15日 新潟県、静岡県
- 2007年8月31日 秋田県、愛知県、宮城県、石川県、福井県、佐賀県、熊本県
- 2007年9月1日 神奈川県、三重県
- 2007年9月28日 富山県
- 2007年11月30日 岐阜県
- 2007年12月26日 埼玉県
- 2008年2月1日 東京都（小笠原村除く）
- 2008年2月29日 兵庫県、奈良県、鳥取県
- 2008年3月21日 北海道、栃木県、千葉県
- 2008年3月26日 東京都（小笠原村）
- 対象外 大東島（沖縄県）